# Nassarius javanus
Nassarius javanus is een slakkensoort uit de familie van de Nassariidae. De wetenschappelijke naam van de soort is voor het eerst geldig gepubliceerd in 1891 door Schepman.